# Sódóma Reykjavík
Sódóma Reykjavík är en isländsk komedifilm från 1993.

## Handling
Filmen utspelar sig i Reykjavik.

## Rollista (i urval)
- Björn Jörundur Friðbjörnsson – Axel
- Þórarinn Eyfjörð – Flosi
- Margrét Hugrún Gústavsdóttir – Mæja
- Helga Braga Jónsdóttir – Símastúlka
- Þóra Friðriksdóttir – Mamma
- Sigurjón Kjartansson – Orri
- Helgi Björnsson – Moli